# Metepilysta enganensis
Metepilysta enganensis là một loài bọ cánh cứng trong họ Cerambycidae.